# Melissa Coleman
Melissa Coleman (* 1968 in Melbourne) ist eine australische Cellistin, die sowohl in der Klassik als auch im Jazz und in der Improvisationsmusik tätig ist.

## Leben und Wirken
Coleman erhielt ab dem siebten Lebensjahr klassischen Klavierunterricht, bevor sie aufs Cello wechselte. Sie studierte am Victorian College of the Arts Melbourne Cello bei Henry Wenig von 1981 bis zum Abschluss mit Auszeichnung 1990. Zuvor war sie bereits 1987 Gewinnerin des Herbert N. Davis Chamber Music Award und erhielt 1998 den Hepzibah Menuhin Award for String Soloists der Musical Society of Victoria. Dann zog sie nach London und besuchte private Meisterklassen bei Mischa Maisky, Mark Dobrinsky und William Pleeth. 1991 lebte sie Klagenfurt, um bei Miloš Mlejnik zu studieren. 1992 erhielt sie den Ersten Preis beim Internationalen Cello Wettbewerb in Liezen. Seitdem lebt sie in Wien.
Coleman arbeitete als Ensemblemitglied und Solistin, in diversen Kammermusikformationen und Ensembles, etwa dem Klangforum Wien, mit dem sie etwa Werke von Beat Furrer und Georg Friedrich Haas interpretierte. Zwischen 1993 und 2009 war sie Mitglied im Ensemble XX. Jahrhundert, mit dem mehrere Alben entstanden. Seit 1996 gehört sie dem Koehne Quartett an, das auch Produktionen mit Paul Gulda, Wayne Horvitz und Robin Holcomb vorlegte. Daneben war sie Mitglied der Jazzband Striped Roses. Seit 2001 bildete sie ein Improvisationstrio mit Otto Lechner und Karl Ritter. Mehrfach war sie als Solistin mit dem Janus Ensemble unterwegs. Auch tourte sie mit Dhafer Youssef und machte Theatermusik u. a. beim Burgtheater. Mit Tini Kainrath, Sigi Finkel und Monika Lang bildete sie die Gruppe Freihaus 4.
Coleman ist zudem auf Alben von Willi Langer, Ostbahn Kurt, Peter Herbert, Birds of Vienna,  Joëlle Léandre, Max Nagl, Wolfgang Puschnig, Elfi Aichinger, Karl Ratzer, der Mozartband und Ramona Kasheer zu hören.